# 아고스티나 벨리
아고스티나 벨리(Agostina Belli, 1947년 4월 13일 ~ )는 이탈리아의 배우이다.

## 출연 작품
- 홀로코스트 2000 (1977)
- 여인의 향기 (1974)
- 리볼버 (1973)
- 미미의 유혹 (1972)